# Hozukius emblemarius
Hozukius emblemarius är en fiskart som först beskrevs av Jordan och Starks, 1904.  Hozukius emblemarius ingår i släktet Hozukius och familjen kungsfiskar. Inga underarter finns listade i Catalogue of Life.